# Vi är inte ensamma
Vi är inte ensamma är en bok från 1990 skriven av Margit Sandemo, som handlar om våra skyddsandar, hjälpare eller vad man nu vill kalla dem. Boken består av brev som folk har skickat till Margit (angående hjälpare) och Margits förklaring av brevet.